# Monodora

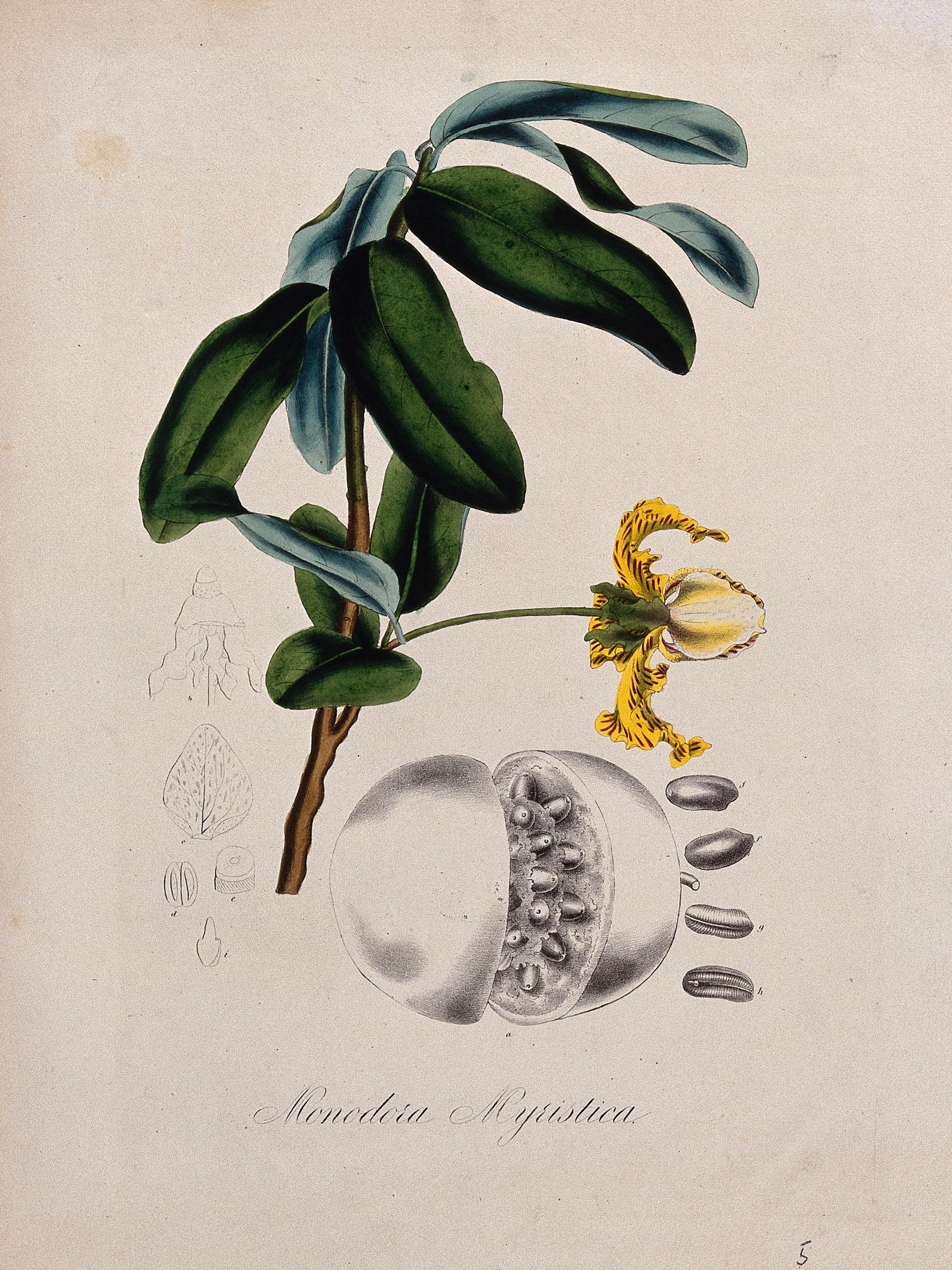
Ilustrace monodory muškátové

Monodora (Monodora) je rod rostlin z čeledi láhevníkovité (Annonaceae). Jsou to stromy a keře s jednoduchými střídavými listy a nápadnými, zajímavě utvářenými trojčetnými květy. Plody jsou nepukavé. Rod zahrnuje 14 druhů a je rozšířen v lesích tropické a subtropické Afriky.
Monodora muškátová je považována za jeden z nejkrásnějších afrických stromů a je využívána i v domorodé medicíně.

## Popis
Monodory jsou stromy dorůstající výšky až 40 metrů, případně keře.
Listy jsou jednoduché, střídavé, s vejčitou nebo obvejčitou, papírovitou až kožovitou čepelí se zpeřenou žilnatinou, řapíkaté, bez palistů.
Květy jsou oboupohlavné, pravidelné, bílé či žluté a červeně až purpurově skvrnité, se silně vypouklým až rovným květním lůžkem, převážně převislé, jednotlivé nebo řidčeji po dvou až po třech, vyrůstající na vrcholu krátkých úžlabních, olistěných nebo bezlistých větévek. Okvětí je rozlišené na kalich a korunu. Kalich je trojčetný, volný nebo někdy na bázi krátce srostlý. Koruna je složena ze 6 na bázi krátce srostlých plátků ve dvou kruzích. Vnější plátky jsou delší než vnitřní, podlouhlé až vejčité, bez nehtu, na okraji zvlněné až celistvé. Vnitřní plátky jsou kosočtverečné až srdčité, dlouze nehetnaté, na vrcholu spojené, což dává květům zajímavý vzhled, nebo řidčeji volné. Tyčinky jsou krátké a tlusté a je jich značný počet. Gyneceum je tvořeno jednokomůrkovým semeníkem srostlým ze 6 až 12 plodolistů a s parietální placentací. Obsahuje mnoho dvouřadě uspořádaných vajíček. Blizny jsou 3, přisedlé a těsně spojené, lehce hlavaté, dvoulaločné. Plody jsou nepukavé, kulovité až elipsoidní, 2 až 15 cm velké, s hladkým až hrubým povrchem, někdy zřetelně žebrované. Obsahují velký počet elipsoidních semen uložených v dužnině.

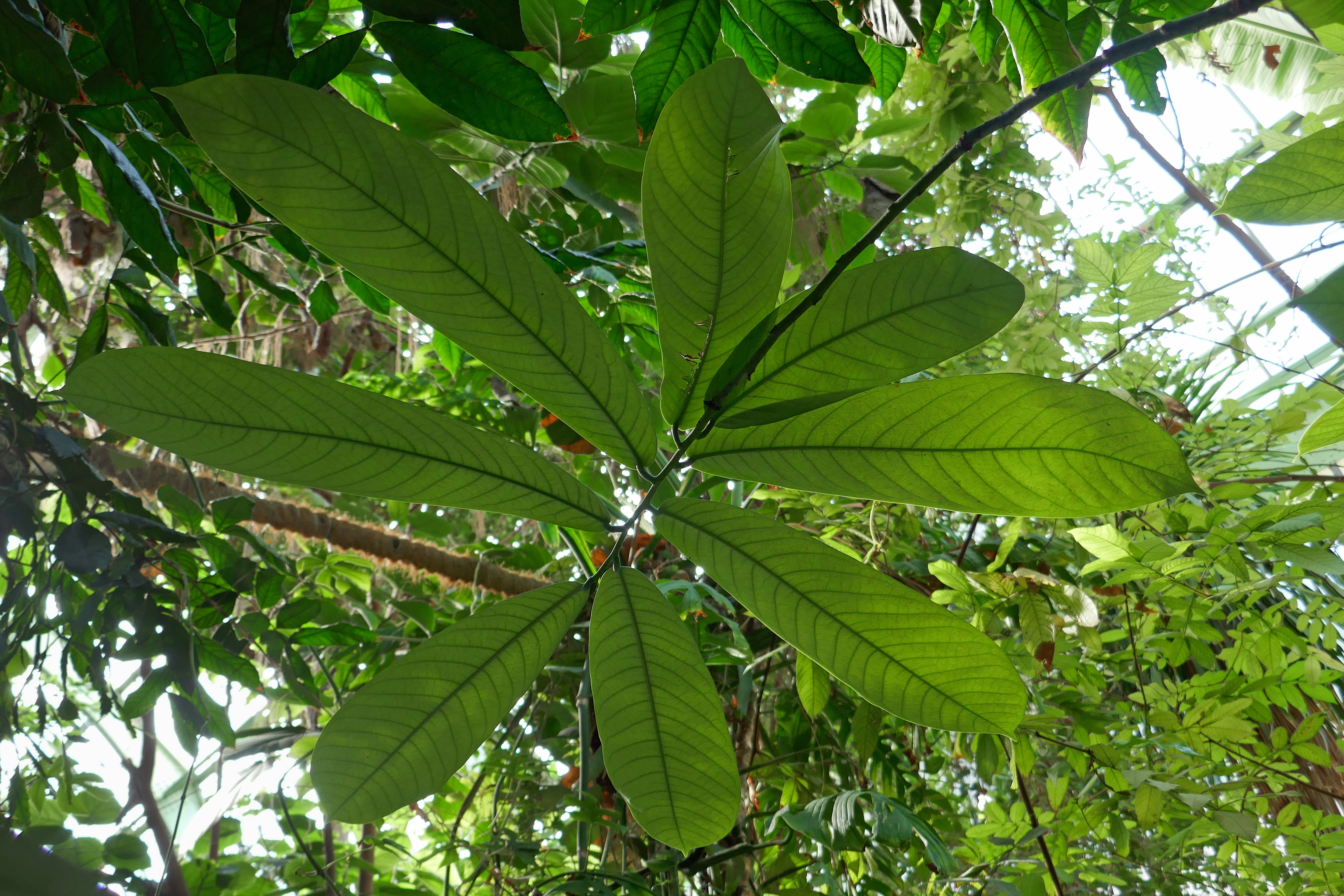
Olistění monodory muškátové
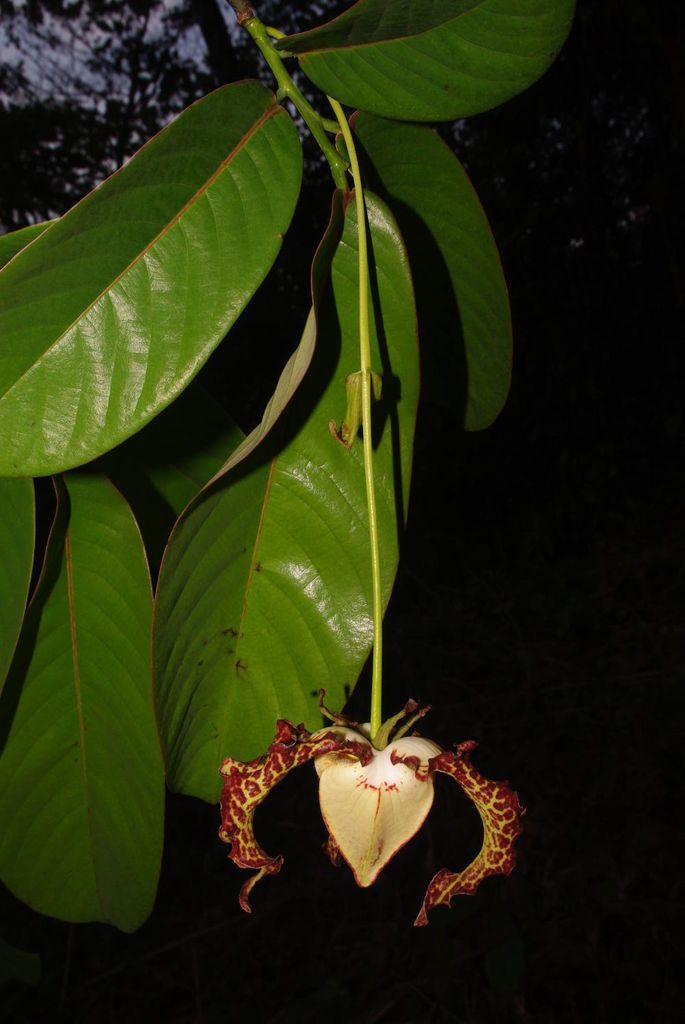
Kvetoucí monodora muškátová
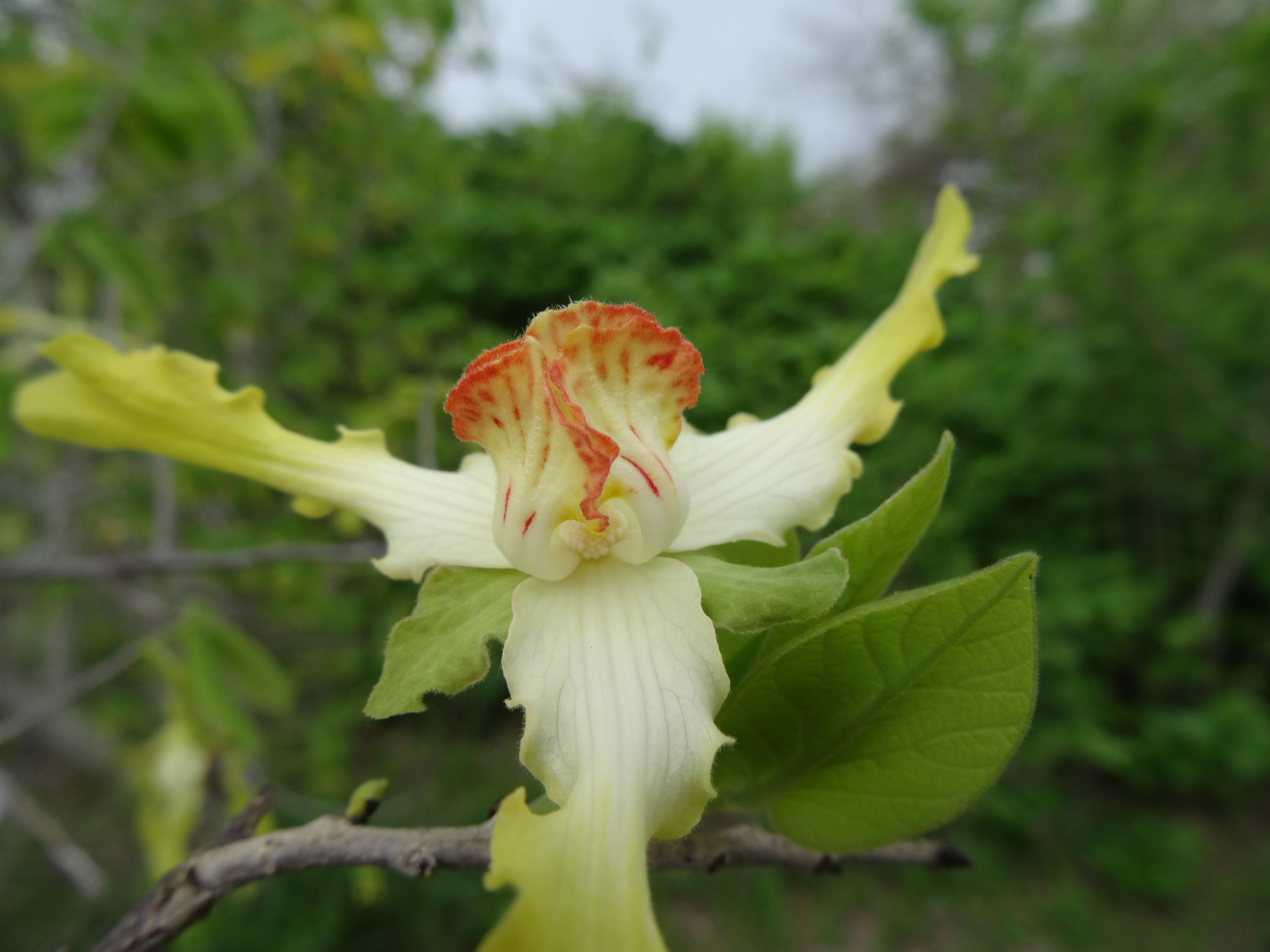
Květ Monodora grandidieri

## Rozšíření
Rod monodora zahrnuje 14 druhů a je rozšířen výhradně v tropické a subtropické Africe. Areál rodu sahá od tropické západní Afriky na východ po jižní Súdán a Africký roh a na jih až po severovýchod Jihoafrické republiky. Rozsáhlejší areál má zejména monodora muškátová (Monodora myristica), M. angolensis a M. tenuifolia. Nejdále na jih zasahuje východoafrická Monodora junodii.
Monodory rostou jako součást nížinných i horských tropických deštných i sezónně suchých lesů.

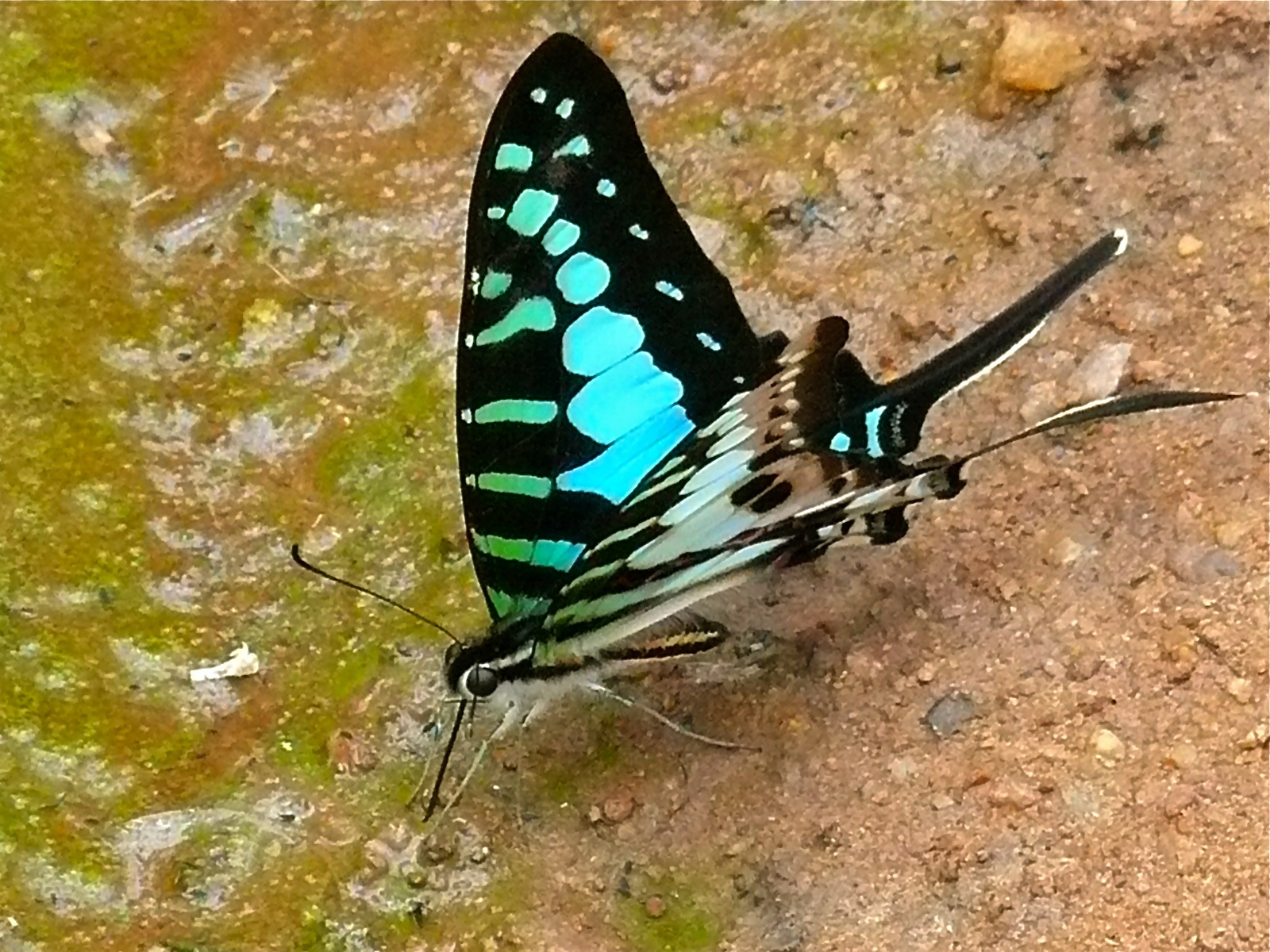
Otakárek Graphium policenes, jeden z druhů vyvíjejících se na listech monodory

## Ekologické interakce
Květy monodory muškátové mají dlouhé, hnědě až červeně skvrnité okvětí, které se třepotá ve větru. Jsou opylovány mouchami.
Semena jsou šířena různými plodožravými savci, například šimpanzi. Ti konzumují dužninu plodů i s poměrně velkými semeny a následně je nepoškozená vylučují s trusem. Na úspěšnosti rozmnožování rostliny se podílejí také vrubouni, kteří trus zahrabávají pod zem.
Na listech monodor se vyvíjejí v tropické Africe housenky různých druhů otakárků rodu Graphium.

## Taxonomie
Rod Monodora je v rámci čeledi Annonaceae řazen do podčeledi Annonoideae a tribu Monodoreae. Nejblíže příbuzným rodem je Isolona (20 druhů v tropické Africe a na Madagaskaru). Oba rody se v rámci celé čeledi vymykají parakarpním gyneceem, z něhož se formují plody s jedinou komůrkou a semeny přirostlými k vnější stěně.

## Zástupci
- monodora muškátová (Monodora myristica)[7]

## Význam
Monodora muškátová je považována za jeden z nejmohutnějších a zároveň nejkrásnějších stromů tropické Afriky. Semena obsahují množství aromatického oleje, který jim dodává vůni i chuť muškátového oříšku. V západní Africe a na Jamajce, kam se druh dostal zřejmě při obchodech s otroky, se semena domorodci i obdobně využívají. Semena jsou v Africe používána jako účinný prostředek k léčbě vředů, včetně těch způsobených vlasovcem medinským, a slouží k úlevě od bolestí hlavy. Plody i listy působí proti střevním parazitům, prášek ze semen se používá proti vším. Esenciální olej působí jako stimulans a má antimikrobiální a antimykotické účinky. Kořeny se žvýkají při bolestech zubů. Obdobné využití má i druh Monodora tenuifolia.